# مونت ورنون (واشینگتن)
مونت ورنون (به انگلیسی: Mount Vernon) شهری در شهرستان اسکاگیت ایالت واشنگتن است که در سرشماری سال ۲۰۱۰ میلادی، ۳۱۷۴۳ نفر جمعیت داشته است.

## نگارخانه

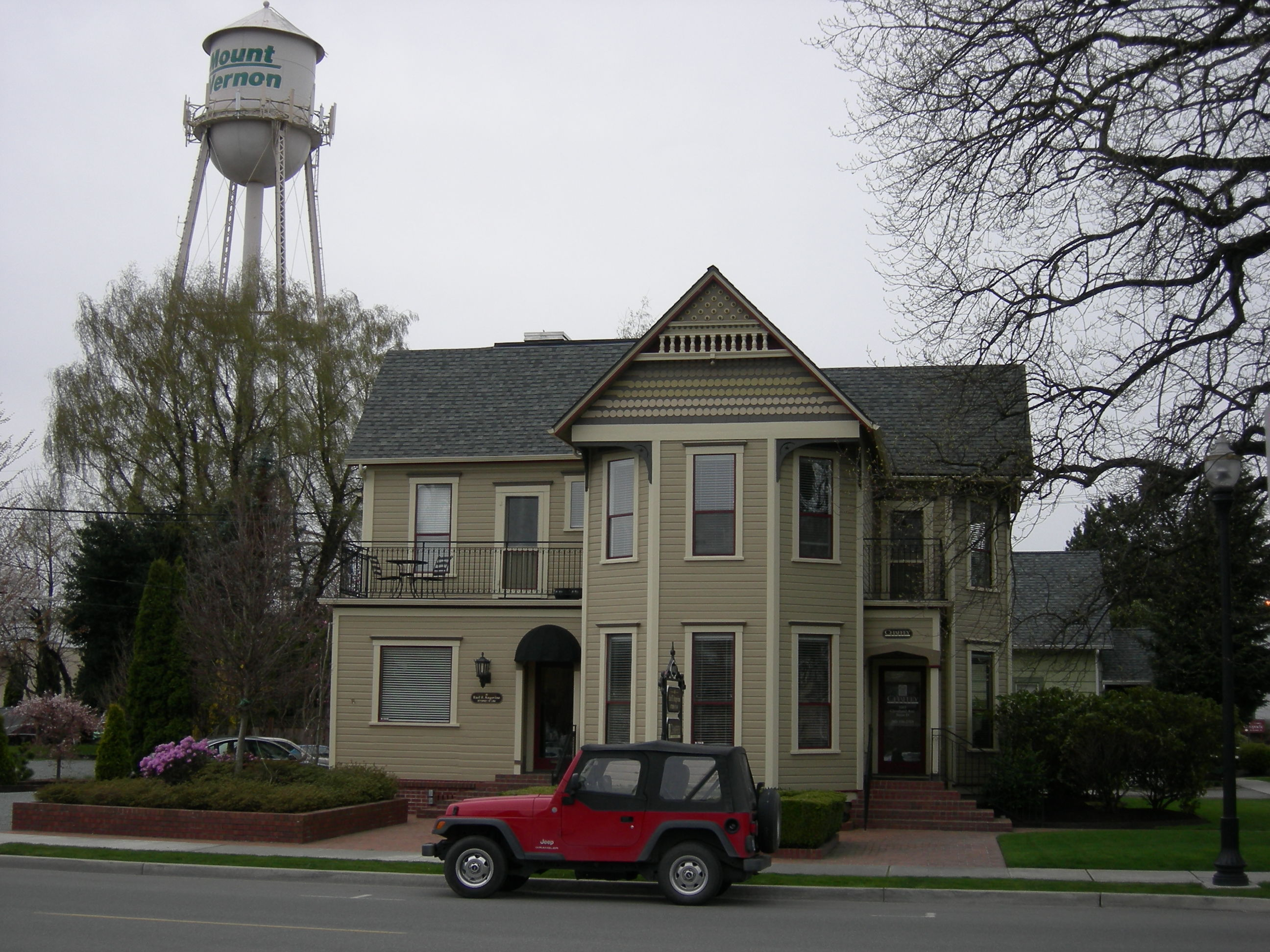
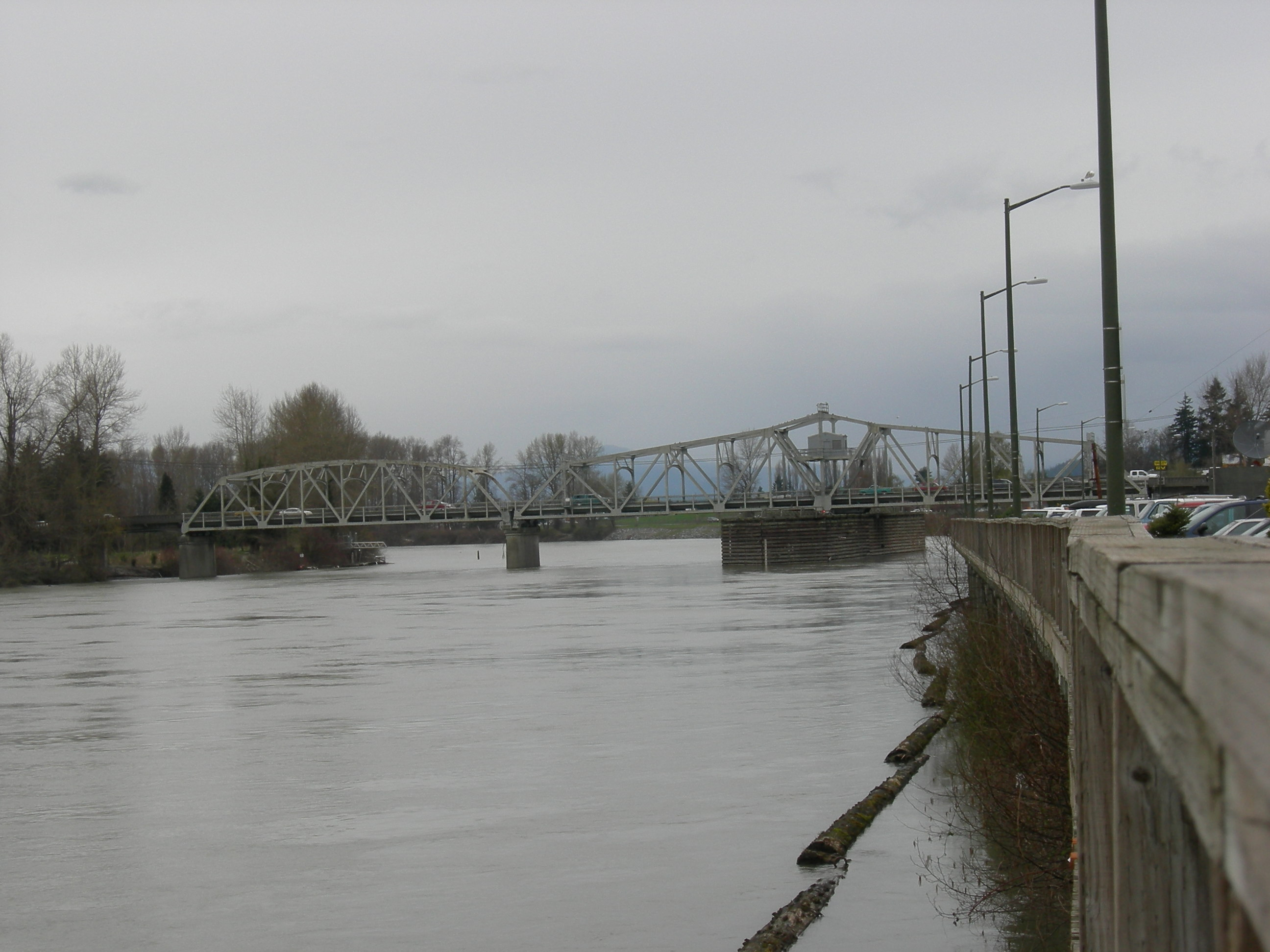
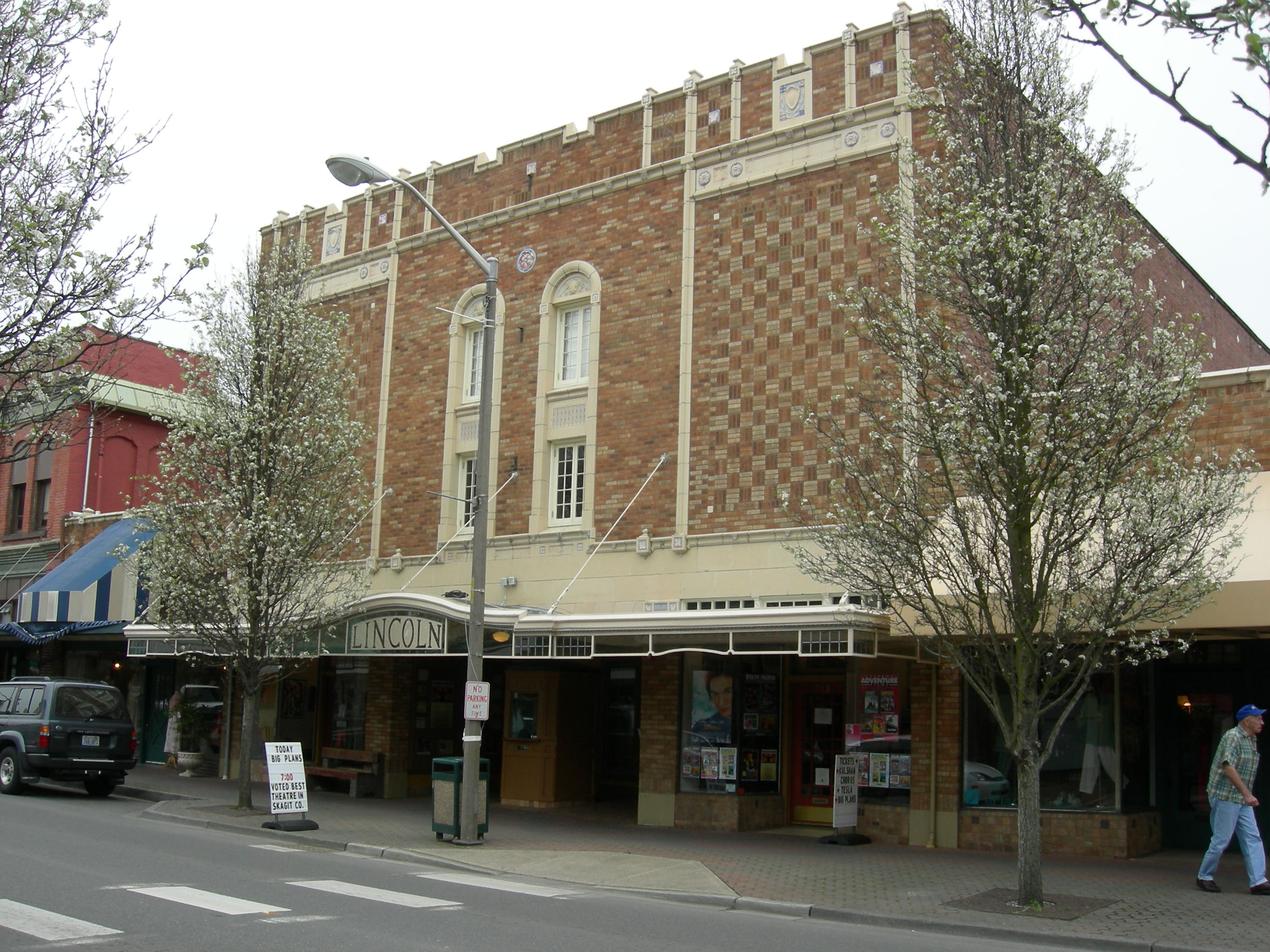
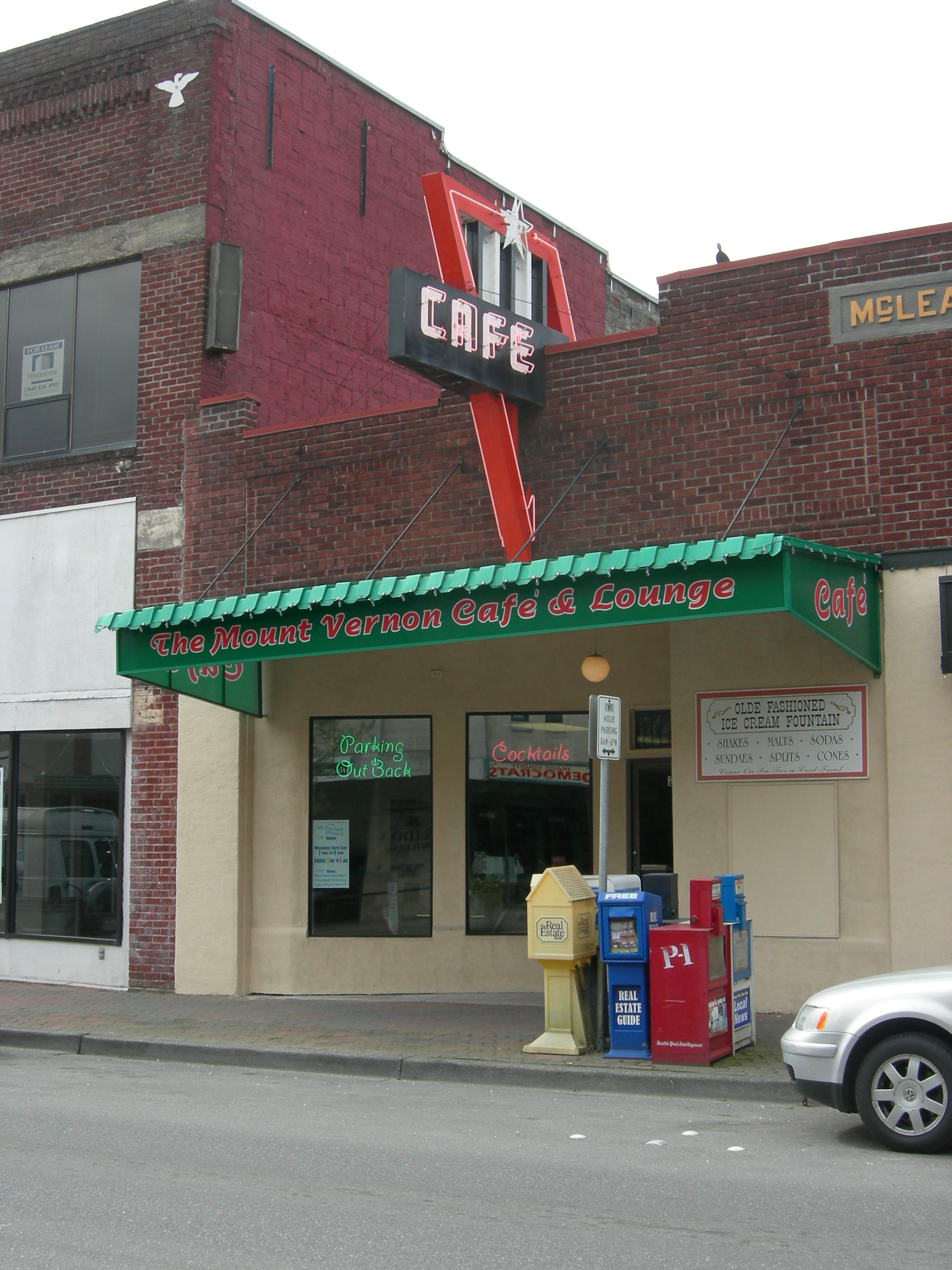
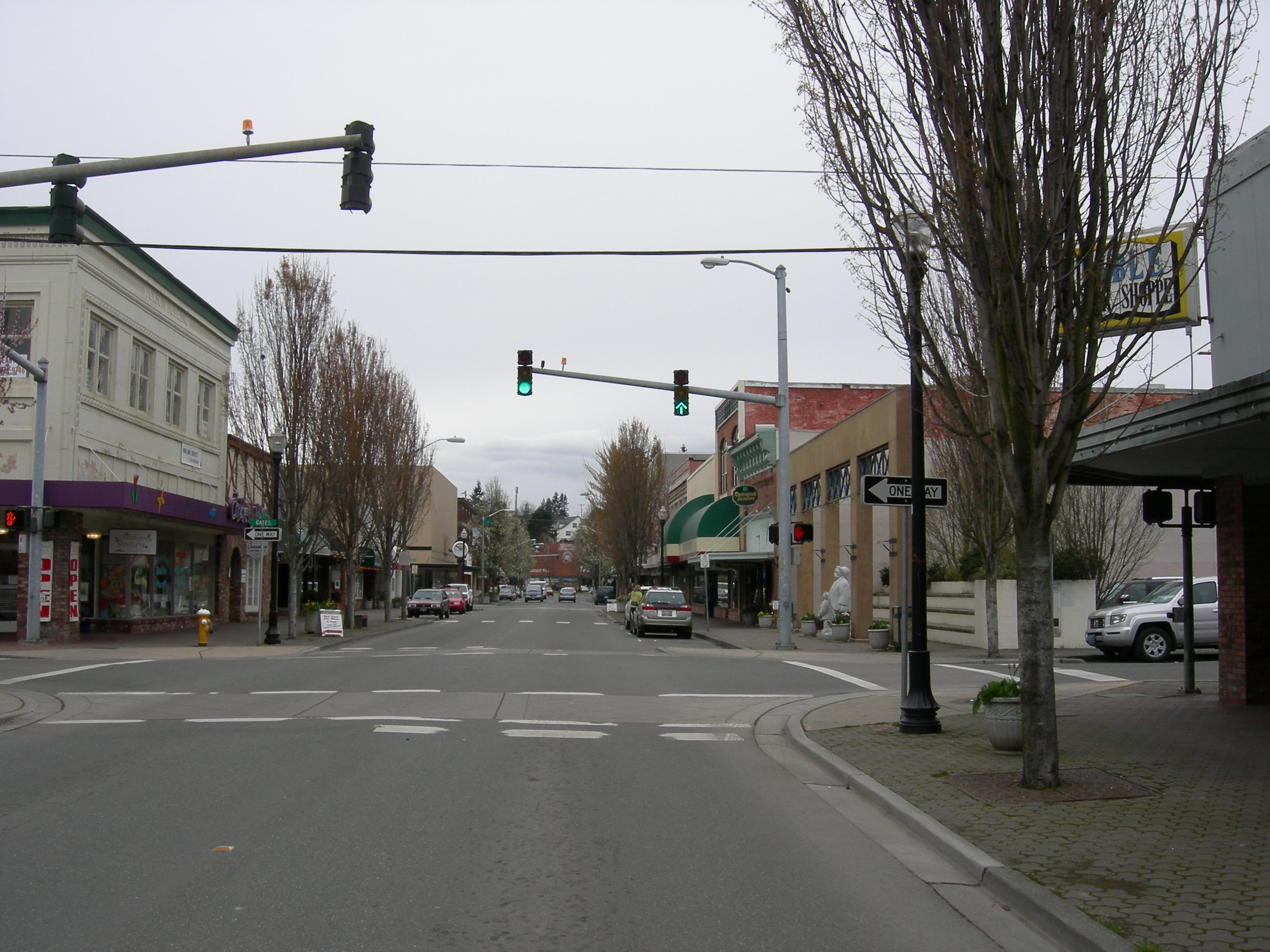
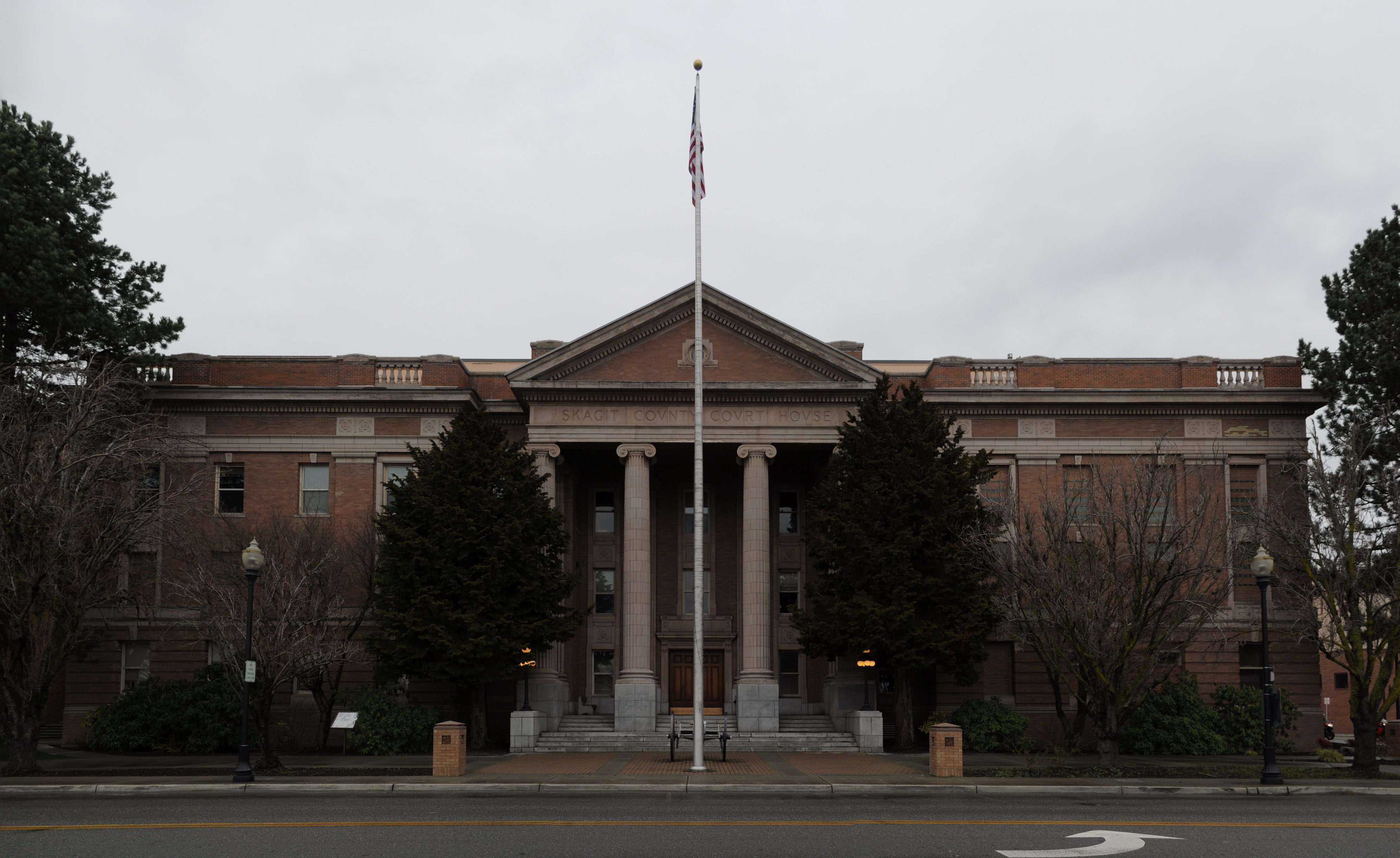
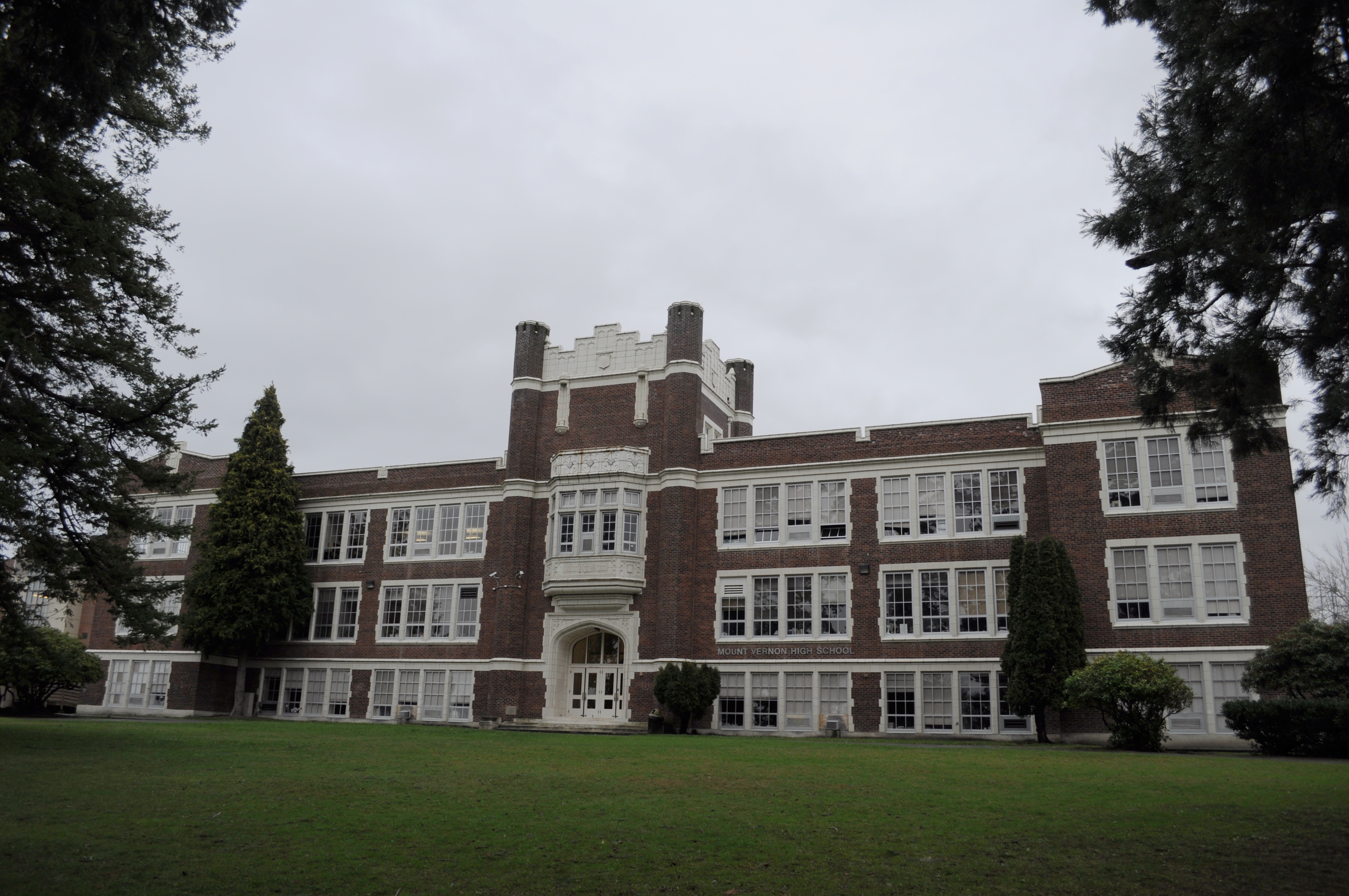